# Dicranella aulacocarpa
Dicranella aulacocarpa är en bladmossart som beskrevs av Mitten 1869. Dicranella aulacocarpa ingår i släktet jordmossor, och familjen Dicranaceae. Inga underarter finns listade i Catalogue of Life.